# Piper perbrevicaule
Piper perbrevicaule är en pepparväxtart som beskrevs av Truman George Yuncker. Piper perbrevicaule ingår i släktet Piper och familjen pepparväxter. Utöver nominatformen finns också underarten P. p. subglabrilimbum.